# Denver
För andra betydelser, se Denver (olika betydelser).
Denver är huvudstad och även den folkrikaste staden i delstaten Colorado i USA. Staden ligger på High Plains, precis öster om bergskedjan Front Range som är en del av Klippiga Bergen. Denver innehar smeknamnet The Mile High City (svenska: ung. Den milshöga staden), som syftar på att staden ligger precis en engelsk mil ovanför havet (1609 meter).
Staden utgör administrativt även ett eget county, under det sammanslagna namnet City and County of Denver.
United States Census Bureau har 2005 beräknat folkmängden i Denver till 557 917 invånare, vilket gör staden till den 25:e största i USA. Denvers storstadsområde, Denver-Aurora Metropolitan Statistical Area hade 2006 en uppskattad folkmängd på 2 408 750, vilket är det tjugoförsta största storstadsområdet i USA. Det ännu större området Denver-Aurora-Boulder Combined Statistical Area hade 2006 en uppskattad folkmängd på 2 927 911. Staden påstod sig år 2004 ha det tionde största centrumområdet i USA.
Denver har sedan en folkomröstning i november 2005 tillåtit alla invånare, fyllda 21 år, att inneha och bruka upp till en ounce marijuana.

## Historia
Staden Denver bildades under Colorados guldrusch 1858. Den sommaren kom en del guldgrävare från Lawrance, Kansas, och etablerade Montana City vid floden South Platte River. Detta var den första bosättningen som senare kom att bli Denver. Denna plats övergavs dock för Auraria (döpt efter guldgruvestaden Auraria, Georgia) och för St. Charles City vid sommaren 1859. På platsen där Montana City stod återfinns idag parken Grant-Frontier Park, historiskt återskapad med guldgrävarutrustning och rekonstruerade timmerhus.
Den 22 november 1858 placerade William Larimer Jr. stockar vid en kulle nära South Platte River för att göra anspråk på platsen, som hade utsikt över Auraria och dess gruva. Larimer döpte platsen till Denver City på grund av Kansasterritoriets guvernör James W. Denver. Larimer hoppades att namnet på staden skulle innebära att Denver City skulle bli den mest betydande staden i Arapaho County. Ironiskt nog hade Denver redan lämnat sin befattning. Platsen var åtkomlig från redan existerande spår och delade South Platte River med Cheyenner och Arapaho. Denna plats är numera Confluence Park i Denver. Larimer, tillsammans med delägarna av St. Charles Land Company, sålde senare små delar av land till gruvarbetare och handelsmän med ändamålet att skapa en större stad. Denver City var en stad vars ekonomi baserade sig på att tillgodose lokala gruvarbetare med hasardspel, pubar samt boskaps- och livsmedelshandel. De små delar av land som såldes ut spelades ofta bort av de lokala gruvarbetarna i Auraria.
Coloradoterritoriet skapades den 28 februari 1861, Arapahoe County bildades den 1 november 1861, och Denver City inkorporerades i detta den 7 november samma år. Denver City var Arapohoe Countys huvudsäte från och med 1861 ända fram till sammanslagningen av dessa 1902. 1865 blev Denver huvudstad i territoriet. På grund av stadens nya betydelse kortades namnet ner från Denver City till endast Denver. Den 1 augusti 1876 blev Denver delstatens huvudstad i samband med att Colorado upptogs i unionen.
Mellan åren 1880 och 1885 erfor staden en stor ökning av brott och korruption, då ledare för kriminella gäng och liknande arbetade sida vid sida med förtroendevalda tjänstemän och poliser som skulle övervaka bland annat val och hasardspel. 1887 bildades föregångaren till United Way av lokala religiösa ledare i Denver som samordnade vissa välgörenhetsaktioner för att hjälpa stadens fattiga. 1890 hade staden växt till den största staden väster om Omaha, Nebraska, men år 1900 hade den fallit ner till en tredjeplats efter San Francisco och Los Angeles.
1901 röstade man för att Aparahoe County skulle delas i tre delar: City and County of Denver, Adams County och South Arapahoe County. Colorados högsta domstol beslutade dock att förlägga bildandet av City and County of Denver till den 15 november 1902.
Man blev valda att arrangera Vinter-OS 1976 men väljarna i Colorado röstade emot detta på grund av de höga kostnaderna samt på grund av miljöproblem som skulle kunna uppstå och OS flyttades till Innsbruck, Österrike. Att vara känt som den enda stad som tackat nej ett OS, har lett till att Denver har fått svårt att finna stöd för senare nomineringar.

## Geografi
Denver ligger på koordinaterna i regionen Colorado Front Range, mellan Klippiga Bergen i väst och Great Plains i öst. Enligt United States Census Bureau så har staden en area på 401,3 km², varav 4,1 km² av detta, eller 1,03 %, är vatten.

## Styre och rättsväsende
Då Denver är delstaten Colorados huvudstad är den säte för Colorados generalförsamling, Colorados guvernör samt för Colorado Supreme Court.
Denver är även säte för den federala appellationsdomstolen United States Court of Appeals for the Tenth Circuit.

### Countyn
Denver Countys gränser är identiska med stadskommunens. Staden gränsar till:
- Adams County, Colorado – nord och öst.
- Arapahoe County, Colorado – syd och öst samt sydöstra enklaver.
- Jefferson County, Colorado – väst.

### Klimat
Denver har ett bergsklimat med lite regn och mycket snö som påverkas av Klippiga bergen i väst. Staden är känd för sitt extrema väder, sina fyra tydliga årstider samt för stora temperaturskillnader mellan dag och natt. Snöfall har mätts i Denver så sent som i juni till början av augusti, men snö sker vanligen från mitten av oktober till slutet av april. Staden får omkring 165 centimeter snö per vintersäsong.
Temperaturerna på somrarna är omkring 28 - 31 °C dagtid och sjunker ner till 12 - 15 °C på natten. På vintern ligger temperaturerna på 6 - 8 °C dagtid och sjunker ner till -9 °C på natten. Vår och höst brukar vara milda till varma under dagen och kyliga på nätterna.

Visa eller redigera grafens rådata.

## Demografi
| Folkräknings- år | Befolkning |
| ---------------- | ---------- |
| 1860             | 4 479      |
| 1870             | 4 759      |
| 1880             | 35 629     |
| 1890             | 106 713    |
| 1900             | 133 859    |
| 1910             | 213 381    |
| 1920             | 256 491    |
| 1930             | 287 861    |
| 1940             | 322 412    |
| 1950             | 415 786    |
| 1960             | 493 887    |
| 1970             | 514 678    |
| 1980             | 492 365    |
| 1990             | 467 610    |
| 2000             | 554 636    |
| 2005             | 557 917    |

United States Census Bureau uppskattar att det 2005 bor 557 917 människor i staden Denver, vilket gjorde staden till den 25:e största staden i USA det året. Storstadsområdet Denver Aurora Metropolitan area hade 2006 2 408 750 invånare, vilket gjorde området till det 21:a största storstadsområdet i USA.

## Transport och kommunikationer

### Gator
De flesta områden i Denver har enkla gatusystem, där vägarna utgör kvadrater i riktningarna nord till syd och väst till öst. Men det finns också ett äldre gatusystem, som utformades för att gå parallellt med South Platte River, som går i riktningarna nordost till sydväst och nordväst till sydost. System har en fördel på vintern, då man i ett system där gatorna går nord till syd och väst till öst endast får solljus på nord- och sydgatorna, medan gatorna i ett nordost till sydväst och nordväst till sydostsystem delar på solljuset över dagen.
Alla vägar i city är "streets" (gator), till exempel 16th Street och Stout Street. Vägar som finns utanför city och som går öst till väst har namnet "avenue" (aveny) medan de som går norrut/söderut också har suffixet "street". "Boulevard" (boulevard) kallas större gator med högre kapacitet.

### Motorvägar
Det finns två stora motorvägar som går igenom Denver, I-25 och I-70. Trafikplatsen mellan dessa två motorvägar kallas i folkmun "the Mousetrap" (svenska: Musfällan), på grund av att det hela liknar just en musfälla. I-70 går från öst till väst mellan Utah och Maryland, medan 1-25 går från norr till syd mellan New Mexico och Wyoming. Den mindre vägen I-225 går till grannstaden Aurora och förbinder I-25 med det sydöstra hörnet av Denver. I-76 börjar vid vägen I-70 precis väst om staden Arvada, korsar I-25 norr om staden och går därefter nordost till Nebraska där den slutar i vägen I-80.

### Kollektivtrafik
Det är företaget Regional Transportation District (RTD) som tar hand om kollektivtrafiken i Denver Aurora Metropolitan area. RTD kör i dagsläget över 1 000 bussar som går via mer än 10 000 busshållplatser i 38 kommuner och åtta olika countyn i hela Denver-Aurora and Boulder Metropolitan area. Utöver det så kör RTD fem snabbspårvägslinjer som totalt utgör 34,9 engelska mil (56 km) och 37 stationer. FasTracks, ett expansionsprojekt av snabbspårvägarna som röstades igenom av skattebetalare 2004, kommer att göra så att dessa spårvägar även når städer som Lakewood, Golden och Aurora. Pendeltågslinjer kommer att tjäna de norra delarna av storstadsområdet så att de till slut når Boulder, Longmont samt flygplatsen Denver International Airport. Den 17 november 2006 invigdes den första utökningen av snabbspårvägen, av vilken vissa element utgör grunden för FasTracks program.
Amtrak har järnvägslinjer till och från Denver och trafikerar linjen California Zephyr dagligen mellan Chicago och Emeryville, Kalifornien. Privata bussföretag driver Amtrak Thruway som förbinder Denvers centralstation med platser i Klippiga Bergen. Det finns också ett tåg vid namn Ski Train som går mellan Denver och skidorten Winter Park Ski Resort.

### Flygplatser
Denver International Airport, också känd som DIA, ligger nordöst om Denver och är världens tionde, och USA:s femte, mest trafikerade flygplats med omkring 47 miljoner passagerare årligen. Denver är den primära flygplatsen i området Denver-Aurora Metropolitan area (svenska: Denver-Aurora storstadsområde).

## Utbildning
Denver Public Schools (svenska: Denvers kommunala skolor, ofta förkortat DPS) är det kommunala skolsystemet i Denver. Systemet utbildar cirka 73 000 studenter i 73 stycken grundskolor, 15 K-8-skolor, 17 middle schools (i Sverige en del av grundskolan), 14 high schools (i Sverige ungefärligt motsvarande gymnasium) samt 18 charterskolor. Den första skolan av det som idag är DPS startades 3 oktober 1859 av professor Owen J. Goldrick och var inrymd i en timmerstuga med plats för 13 skolbarn. Denver har även många college och universitet. Staden stödjer även katolska och judiska skolor precis som andra högt uppsatta friskolor. Utöver de skolor som finns i staden finns det många fler i storstadsområdet.
Universitet och college i Denver:
- University of Denver
- Metropolitan State College of Denver
- University of Colorado at Denver and Health Sciences Center
- Johnson & Wales University
- Regis University
- Community College of Denver
- Heritage College
- National American University
- Yeshiva Toras Chaim Talmudical Seminary
- Iliff School of Theology
- Denver Seminary
- The Art Institute of Colorado
- Lincoln College of Technology FKA Denver Automotive and Diesel College
- Rocky Mountain College of Art and Design

## Sport

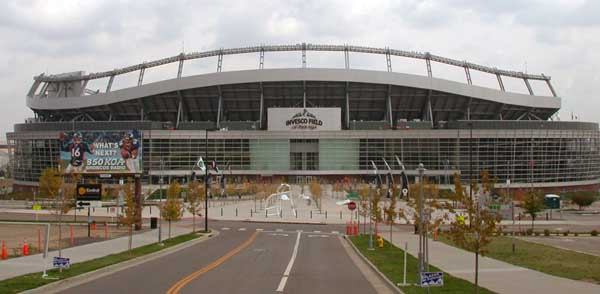
Empower Field at Mile High
är hemmaarena för Denver Broncos

Denver är hemmaplan för nio lag som spelar i eliten i USA i respektive sport. Denver Broncos, som har spelat i Super Bowl sju gånger och har också vunnit matchen tre gånger (1998, 1999 och 2016), spelar i NFL och har dragit nära 70 000 åskådare till de flesta av deras hemmamatcher sedan starten i AFL under tidigt 1960-tal på stadion Mile High Stadium och än idag drar de storpublik med då på den nyare arenan Empower Field at Mile High. Under 1980-talet och 1990-talet införde den dåvarande borgmästaren Federico Peña baseboll i staden vilket senare kulminerade i byggandet av Coors Field och bildandet av Colorado Rockies, som på grund av en utökning av ligan 1993 fick spela i MLB. Ishockeylaget Colorado Avalanche som spelar i NHL kom till genom att Nordiques, ett lag från Québec omlokaliserade sig till Denver 1995 och bytte namn till Avalanche. De är det enda lag som har vunnit Stanley Cup under sin första säsong i ligan, 1996, och de vann även 2001. Hemmaarenan heter Ball Arena och hockey blev så populärt i staden att laget var utsålt alla matcher under de första tio åren. I Colorado Avalanche spelar svenska hockeystjärnan Gabriel Landeskog, som även är lagkapten i laget. I Ball Arena spelar även Denver Nuggets (som är ett lag som spelar i NBA), Colorado Mammoth (som är ett lacrosselag från National Lacrosse League) samt Colorado Crush (som spelar i Arena Football League). Staden är även hemmastad för Denver Bulldogs som spelar i United States Australian Football League och har vunnit den ligan 5 gånger och för Colorado Rapids som spelar i MLS.